# Беркой
Беркой — чеченский род, сформировавшийся относительно недавно. Потомки Арганойца Беркаха. Тайп образовался от обособившегося арганойского рода Беркийн гар в XIX веке.

## Расселение
Большинство Беркой проживают в селе Знаменское Надтеречного района Чеченской Республики. Беркой других населённых пунктов являются переселенцами из села Знаменское.
Живут в селах Знаменское, Серноводская, Давыденко и в поселке Горагорск.

### Известные представители тайпа
Шаба Шамаев (Шамин) — старшина селения Мундар-Юрт 1893—1911 годах, 
Нана Болатбиев — всадник царского кавалерийского полка, награждён медалью за проявленную смелость и отвагу в бою.